# Вандыях
Вандыях (устар. Ванды-Ях) — река в России, протекает по территории Ханты-Мансийского района Ханты-Мансийского автономного округа. Длина реки — 11 км.
Начинается из небольшого лесного болота, лежащего на высоте 80,9 метра над уровнем моря. Течёт в восточном направлении в окружении сосново-берёзового и осиново-берёзового леса. Устье реки находится в 11 км по правому берегу реки Назым напротив урочища Нариманский Сор на высоте около 18,9 метра над уровнем моря.
Вблизи устья реки, на правом её берегу, находится изба.

## Данные водного реестра
По данным государственного водного реестра России относится к Верхнеобскому бассейновому округу, водохозяйственный участок реки — Обь от города Нефтеюганск до впадения реки Иртыш, речной подбассейн реки — Обь ниже Ваха до впадения Иртыша. Речной бассейн реки — (Верхняя) Обь до впадения Иртыша.
Код водного объекта — 13011100212115200051632.